# Zimtenga (departamento)
Zimtenga é um departamento ou comuna da província de Bam no Burkina Faso. A sua capital é a cidade de Zimtenga.
Em 1 de julho de 2018 tinha uma população estimada em 34100 habitantes.